# Tuca de Betren
La Tuca de Betren es una montaña de los Pirineos con una altitud 2518 metros, situada en la comarca del Valle de Arán (provincia de Lérida).

## Descripción
La Tuca de Betren está situada en las Palas de Rius, en el límite de los municipios de Viella y Medio Arán y Alto Arán. 
Al Norte de la Tuca de Betren se encuentra el Valle de Bargadèra, en el mismo valle a 2000 metros de altitud está situado el lago del Estanho d'Escunhau, en el que nace el barranco de Bargadèra que desemboca en el río Garona. 
Al Sur de la Tuca de Betrén está la Ribera de Rius, situada en lo alto del Valle de Valarties, este valle está atravesado por el río Valarties, que desemboca en el río Garona en la localidad de Artiés.
Al Oeste de la Tuca de Betren está el Tuc de Bargadera (2584 m) separado por el cuello del Còth de Bargadèra, al Este del pico está la Tuca dera Aubeta (2484 m), situados ambos picos en las Palas de Rius.